# Edward Green
Edward Green er en engelsk skomagervirksomhed, der blev grundlagt i 1890. Edward Green har base i Northampton, England. Håndværket der udføres er af meget høj standard, og der fremstilles kun omkring 250 par sko om ugen. 
I 1930'erne var Edward Green en af det største fremstillere af officersstøvler til British Army. Deres sko er også blevet brugt af Hertugen af Windsor, Ernest Hemingway og Cole Porter. 
Edward Greens sko forhandles i deres butik på Jermyn Street i London og Boulevard St Germain i Paris, og i butikker i andre dele af verden som Isetan i Japan og Saks Fifth Avenue i New York.

## Historie
I 1890 begyndte Edward Green at fremstillet håndsyede sko til mænd i en mindre fabrik i Northampton. 
Firmaet blev solgt i 1977 af Greens nevø til en amerikansk læderentreprenør ved navn Marley Hodgson. De finansielle problemer fortsatte dog, og det blev derfor solgte for ét pund til en anden håndskomager, ved navn John Hlustik. Ved Hlustiks uventede død i 2000 blev virksomheden testamenteret til hans partner, Hilary Freeman.